# Hauptwerke der insularen Buchmalerei
Hauptwerke der insularen Buchmalerei sind diejenigen illuminierten Manuskripte, die seit der Christianisierung im sechsten Jahrhundert in Irland sowie in dem von dort aus missionierten Northumbrien entstanden und in der kunstgeschichtlichen Literatur als Werke von besonderem künstlerischem Rang herausgestellt werden (siehe besonders die in der Literaturliste angegebenen Gesamtübersichten).
Über den Weg der iro-schottischen Mission beeinflusste die insulare Buchmalerei diejenige des europäischen Kontinents stark und wurde etwa durch die karolingische Buchmalerei, besonders der franko-sächsischen Schule rezipiert. Während in Irland wegen der Überfälle der Wikinger ab Ende des achten Jahrhunderts die Buchproduktion weitgehend zum Erliegen kam, entstanden auf dem Festland noch einige Jahrzehnte illuminierte Handschriften in irischer Tradition. In ottonischer Zeit sollte die insular geprägte Buchmalerei als Inspirationsquelle erneut rezipiert werden.

## Liste der Handschriften
| Abbildung | Gebräuchlicher Name                                                       | Datierung                         | Lokalisierung, Malschule                                               | Inhalt; Besonderheiten                                                                               | Signatur                                                                                  |  |
| --------- | ------------------------------------------------------------------------- | --------------------------------- | ---------------------------------------------------------------------- | --- | ----------------------------------------------------------------------------------------- |  |
|           | Orosius (Ambrosiana)                                                      | frühes 7. Jahrhundert             | Abtei Bobbio, Italien; von irischen Mönchen geschaffen                 | Historiae adversum Paganus des spätantiken Theologen Orosius                                         | Mailand, Ambrosiana, MS D. 23 Sup.                                                        |  |
|           | Durham-Evangeliar (A.II.10)                                               | 7. Jahrhundert                    | Northumbria?                                                           | Evangeliar                                                                                           | Durham Cathedral Library, Manuscript A.II.10.                                             |  |
|           | Book of Durrow                                                            | um 675                            | Kloster Durrow, Irland, Lindisfarne, Northumbria oder Iona, Schottland | Evangeliar                                                                                           | Dublin, Trinity College Library, MS A. 4. 15. (57)                                        |  |
|           | Book of Mulling                                                           | zweite Hälfte des 7. Jahrhunderts |                                                                        | Taschenevangeliar                                                                                    | Dublin, Trinity College Library, MS 60                                                    |  |
|           | Durham-Evangeliar (A.II.17)                                               | Ende des 7. Jahrhunderts          | Rathmelsigi, Irland oder Lindisfarne                                   | Evangeliar                                                                                           | Durham Cathedral Library, MS A II 17                                                      |  |
|           | Echternach-Evangeliar                                                     | um 690                            | Rathmelsigi oder Lindisfarne                                           | Evangeliar                                                                                           | Paris, Bibliothèque Nationale, Lat. 9389                                                  |  |
|           | Codex Eyckensis                                                           | 7./8. Jahrhundert                 |                                                                        | Evangeliar                                                                                           | Maaseik, Katharinenkirche                                                                 |  |
|           | Codex Amiatinus                                                           | um 700                            | Kloster Monkwearmouth-Jarrow, Northumbria                              | Bibel                                                                                                | Florenz, Bibliotheca Laurentiana, MS Amiatinus 1                                          |  |
|           | Trierer Evangeliar (Ms 61)                                                | erste Hälfte des 8. Jahrhunderts  | wahrscheinlich Abtei Echternach, Luxemburg                             | Evangeliar                                                                                           | Trier, Dombibliothek, Ms 61/134                                                           |  |
|           | Book of Dimma                                                             | 8. Jahrhundert                    | Kloster Roscrea                                                        | Evangeliar                                                                                           | Dublin, Trinity College, MS.A.IV.23                                                       |  |
|           | Codex Sangallensis 51                                                     | 8. Jahrhundert                    | von irischen Mönchen geschaffen                                        | Evangeliar                                                                                           | St. Gallen, Stiftsbibliothek, Cod. 51                                                     |  |
|           | Otho-Corpus-Evangeliar                                                    | 8. Jahrhundert                    | von irischen Mönchen geschaffen                                        | Evangeliar                                                                                           | London, British Library, Ms. Cotton Otho C V; Cambridge, Corpus Christi College, Ms. 197B |  |
|           | Evangeliar von Hereford                                                   | 8. Jahrhundert                    | Wales oder Südwestengland                                              | Evangeliar                                                                                           | Hereford, Hereford Cathedral Library, Ms. P. I. 2                                         |  |
|           | Lindisfarne-Evangeliar                                                    | 715/21                            | Lindisfarne                                                            | Evangeliar; Schreiber und Illuminator: Eadfrith, Mönch und Bischof von Lindisfarne                   | London, British Library, Cotton MS Nero D. iv                                             |  |
|           | Durham Cassiodorus                                                        | um 730                            | Northumbria                                                            | Psalmenkommentar des spätantiken Cassiodorus                                                         | Durham, Cathedral Library, MS B. II. 30                                                   |  |
|           | Lichfield-Evangeliar oder Book of Chad                                    | um 730                            | wahrscheinlich Wales                                                   | Evangeliar                                                                                           | Lichfield, Cathedral Library                                                              |  |
|           | Codex Aureus von Canterbury oder Stockholmer Codex Aureus                 | Mitte des 8. Jahrhunderts         | Schule von Canterbury                                                  | Evangeliar                                                                                           | Stockholm, Kungliga Biblioteket, MS.A.135                                                 |  |
|           | Vespasian-Psalter                                                         | zweite Hälfte des 8. Jahrhunderts | Südengland (evtl. Canterbury oder Minster-in-Thanet)                   | Psalter mit altenglischen Interlinearglossen (älteste englische Bibelübersetzung)                    | London, British Library, Cotton Vespasian A I                                             |  |
|           | Evangeliar (London)                                                       | Ende des 8. Jahrhunderts          |                                                                        | Evangeliar                                                                                           | British Library, Add. MS. 40618                                                           |  |
|           | Barberini-Evangeliar oder Wigbald-Evangelair                              | spätes 8. Jahrhundert             |                                                                        | Evangeliar                                                                                           | Rom, Vaticana, Barberini Lat. 570                                                         |  |
|           | Book of Kells                                                             | um 800                            | Kloster Iona                                                           | Evangeliar                                                                                           | Dublin, Trinity College Library, Ms. 58 (A.I.6)                                           |  |
|           | Book of Cerne                                                             | 9. Jahrhundert                    |                                                                        | Evangeliar                                                                                           | Cambridge University Library, MS L1. 1. 10                                                |  |
|           | Book of Deer                                                              | 10. Jahrhundert                   | wahrscheinlich Schottland                                              | Evangeliar, mit altirischen und schottisch-gälischen Texten aus dem frühen 12. Jahrhundert           | Cambridge University Library, MS. II.6.32                                                 |  |
|           | Köln, Dombibliothek, Cod. 213, Kölner Abschrift der Collectio Sanblasiana | 1. Drittel 8. Jahrhundert         | England, Irland oder Echternach                                        | Kölner Abschrift der Collectio Sanblasiana, mit altenglischen (und althochdeutschen) Griffelglossen. | Köln, Dombibliothek, Cod. 213                                                             |  |